# 380 f.Kr.
| 380 f.Kr.          |
| ------------------ |
| Dødsfald - Fødsler |
|                    |

## Dødsfald
- Gorgias, græsk sofist.